# Đức Hòa, Mộ Đức
Đức Hòa là một xã thuộc huyện Mộ Đức, tỉnh Quảng Ngãi, Việt Nam.

## Địa lý
Xã Đức Hòa có diện tích 11,78km², dân số năm 2023  là 12.673 người, mật độ dân số đạt  1,076 người/km².

## Hành chính
Xã Đức Hòa được chia thành 9 thôn: Phước An, Phước Luông, Phước Hiệp, Phước Điền, Phước Mỹ, Phước Toàn, Phước Xã, Phước Chánh, Phước Tây.